# Férfi 3 méteres szinkronugrás a 2009-es úszó-világbajnokságon
A férfi 3 méteres szinkronugrást a 2009-es úszó-világbajnokságon július 18-án rendezték meg. Egy nap volt a selejtező és a döntő.

## Érmesek
| Arany                       | Ezüst                                                    | Bronz                                     |
| Kína · Csin Kaj · Wang Feng | Amerikai Egyesült Államok · Troy Dumais · Kristian Ipsen | Kanada · Alexandre Despatie · Reuben Ross |

## Eredmények
Zölddel kiemelve a döntőbe jutottak
| Helyezés  | Ugró                                 | Nemzetiség | Selejtező | Selejtező | Döntő     | Döntő    |
| Helyezés  | Ugró                                 | Nemzetiség | Pont      | Helyezés  | Pont      | Helyezés |
| --------- | ------------------------------------ | ---------- | --------- | --------- | --------- | -------- |
| Aranyérem | Csin Kaj Wang Feng                   | CHN        | 406.59    | 4         | 467.94    | 1        |
| Ezüstérem | Troy Dumais Kristian Ipsen           | USA        | 420.57    | 1         | 445.59    | 2        |
| Bronzérem | Alexandre Despatie Reuben Ross       | CAN        | 413.91    | 2         | 428.64    | 3        |
| 4         | Nicola Marconi Tommaso Marconi       | ITA        | 405.18    | 5         | 428.55    | 4        |
| 5         | Stephan Feck Patrick Hausding        | GER        | 386.94    | 10        | 426.24    | 5        |
| 6         | Jurij Kunakov Dmitrij Szautyin       | RUS        | 395.94    | 7         | 416.22    | 6        |
| 7         | Nick Robinson-Baker Ben Swain        | GBR        | 408.84    | 3         | 413.46    | 7        |
| 8         | José Guerra Jorge Betancourt         | CUB        | 395.16    | 8         | 413.19    | 8        |
| 9         | Damien Cely Matthieu Rosset          | FRA        | 404.46    | 6         | 396.09    | 9        |
| 10        | Alejandro Islas Jonathan Ruvalcaba   | MEX        | 385.50    | 11        | 394.65    | 10       |
| 11        | Roslan Rossharisham Yeoh Ken Nee     | MAS        | 394.47    | 9         | 388.77    | 11       |
| 12        | Carlos Calvo Javier Illana           | ESP        | 378.75    | 12        | 384.93    | 12       |
| 16.5      | H09.5                                |            |           |           | 00:55.635 | O        |
| 13        | Daniel Egana Jonathan Jörnfalk       | SWE        | 373.71    | 13        |           |          |
| 14        | Grant Nel Matthew Mitcham            | AUS        | 367.17    | 14        |           |          |
| 15        | Alexandros Manos Stefanos Paparounas | GRE        | 354.51    | 15        |           |          |
| 16        | Yorick de Bruijn Ramon de Meijer     | NED        | 336.60    | 16        |           |          |
| 17        | Chola Chanturia Shota Korakhashvili  | Grúzia     | 335.58    | 17        |           |          |
| 18        | Oh Yi-Taek Son Seongchel             | KOR        | 334.20    | 18        |           |          |
| 19        | Ignas Barkauskas Sergej Baziuk       | LTU        | 327.42    | 19        |           |          |
| 20        | Illja Kvasa Olekszij Prihorov        | UKR        | 292.38    | 20        |           |          |